# 黃子瑗
黃子瑗（英語：Jane Huang），1976年生，台北人。台灣大學政治學系畢業，天秤座。

## 生平
黃子瑗就讀於台灣大學時主修政治學系政治理論組，2004年畢業於台灣藝術大學應用媒體藝術研究所，後赴美攻讀電影編劇，於德州大學奧斯汀分校取得藝術創作碩士:3。2009年起於欽哲基金會台灣團隊擔任翻譯，2012年於台灣藝術大學兼任教職。近年因揭發藏傳佛教領袖第十七世大寶法王鄔金欽烈多傑之秘密性關係，頗受爭議。
2007年11月，黃子瑗的摯友新銳導演鄭文惠於車禍身亡後，其未完遺作《心藥》 由當時正在美國攻讀碩士的黃子瑗接續完成。此後黃子瑗開始茹素。2008年夏天於加州聖塔克魯斯參與宗薩欽哲於Pema Osel Ling之課程後，加入藏傳佛教，成為宗薩欽哲之弟子。2009年夏天於尼泊爾加德滿都參與IBA佛教學院之暑期閉關課程中，宗薩欽哲給予皈依名Mandarava。2011年春天參加一行禪師「寶島諦聽之旅」閉關，皈依一行禪師。2012年6月前往印度Spiti、比爾鹿野學苑，在宗薩欽哲之指示下前往達蘭薩拉拜見第十七世大寶法王。
2018年黃子瑗聲稱為揭發第十七世大寶法王、宗薩欽哲之性濫權及性虐待，接受鏡週刊長達一個月的採訪，2019年1月公開她與大寶法王私人對話錄音 （页面存档备份，存于） ，鏡週刊查證後以封面故事出刊，引起台灣社會震驚。
羅卓仁謙指出，之前大寶法王就曾經傳出緋聞，無奈當時法王正在閉關，無法立即澄清，雖然該報導也曾提到「完全無法掌握實據」，但他仍要在此特別代法王澄清。

## 歷年作品
2001年《狂人日記》 A Madman's Voices ，2002年《希微雅》 Sylvia ，2003年《透支》 Overdraft ，2004年《迷山》Obsession

## 大寶法王爭議事件
2019年1月23日，據《鏡週刊》雜誌報道 與網路披露，黃姓女子（通稱為H女，又化名黃小珍）聲稱與藏傳佛教領袖大寶法王於印度不同地點發生過三次性行為。傳聞H女就是黃子瑗，而從後來引發的訴訟相關人事資料，可証實此事。但大寶法王方面也提出理據反駁指控失實。詳情如下：

### 第一次
H女聲稱第一次發生性關係的時間是 2013年9月13日，地點於The Grand New Delhi。但據查該趟尚有其他大寶法王弟子一同晉見，據其中一位噶瑪妙悲尼師之證詞：「她說：『前一晚（13日）法王的侍者告訴她，法王沒空見她。而當天一早她下樓用早餐時，竟看到法王已坐在餐廳裡，她於是過去向祂禮拜問安。法王卻簡單的告訴她，不用上達蘭沙拉了，直接回台灣。』」可知H女於14日一早就被法王指示儘速離開返台。並非如謠言指控所說「14日如無事人般覲見。」如果如她所指控，13日晚上有特殊遭遇，試想，當天早上她應該會有特殊表情表現，而非如週刊內文所述的慌張。而且，大寶法王在印度時的一切行程，皆有印度政府、印度軍方、西藏流亡政府、法王辦公室至少四個單位之保安守門，無行動自由之可能。

### 第二次
H女聲稱第二次性關係發生的時間與地點，依照鏡週刊刊登內文：「其與大寶法王第2次是2015年3月5日在新德里凱悅酒店，令H女印象深刻的是，從她的房間望出去，剛好能看到大寶法王下榻的私人公寓，只要法王在陽台活動，二人便可隔空相望，噶瑪巴同樣在深夜敲H女的房門，纏綿後翌日，H女又回到信徒的身分，與其他弟子一同送尊貴的法王前往美國。」但是有照片指出噶瑪巴下榻的私人公寓，其中並沒有陽台，而且以建築的距離，並無法以肉眼隔空相望。

### 第三次
H女對鏡週刊宣稱：「第3次則是同年8月在新德里喜來登酒店，21日黃女穿著全白的傳統服飾前往拜見法王，二人還合影留念，到了22日深夜，法王又再度進入女弟子的房間內溫存，隔天便搭飛機到德國進行歐洲弘法行程。」對於第三次性行為，目前沒有直接反證，仍在尋找相關事證中，但以法王受到的保護層級，很難有機會單獨與人相處，更遑論是異性。另外，鏡週刊雖採用H女的說法，但也承認「無法確認性行為是否真實發生」，亦無法確認黃女士與大寶法王是否為情侶關係。

## 與羅卓仁謙「懶人包」網路霸凌官司
黃子瑗指控大寶法王報導發表後，筆名「羅卓仁謙」的網紅作家熊仁謙認為黃女誣陷大寶法王，於臉書指稱由鏡週刊內容可推測黃子瑗患有精神疾病，並且得知黃女正在接受身心科治療，所以製作事件「懶人包」貼圖，導致許多網友在黃的臉書上詢問相關事件細節。黃子瑗憤而控告熊仁謙求償一元並要求公開道歉，一審台北地方法院判決熊仁謙敗訴，熊不服上訴，最後終審高等法院仍判熊仁謙敗訴定讞。高院判決書中記載熊仁謙之行為乃「意圖在使不特定瀏覽該懶人包者，以為受訪所述之與大寶法王交往即發生性關係之事屬離譜而不可信，將被上訴人型塑成精神病患，以達到瀏覽者否定報導內容真實性之目的。而熊仁謙以二次懶人包「指稱黃女為精神病患，足以使黃女在社會上之評價受到貶損，造成其名譽受有損害」。（高院判決書第6-7頁）」高等法院判決熊仁謙敗訴，並要求於個人臉書刊登道歉啟事10天。

## 相關連結
- Jane Huang 部落格 （页面存档备份，存于）
- Jane Huang 臉書
- Jane Huang YouTube頻道 （页面存档备份，存于）